# Alarmkanonen
Die Alarmkanonen in Stade, auch Flutkanonen genannt, wurden zur Warnung der Stader Bürger vor Elbhochwasser abgefeuert.

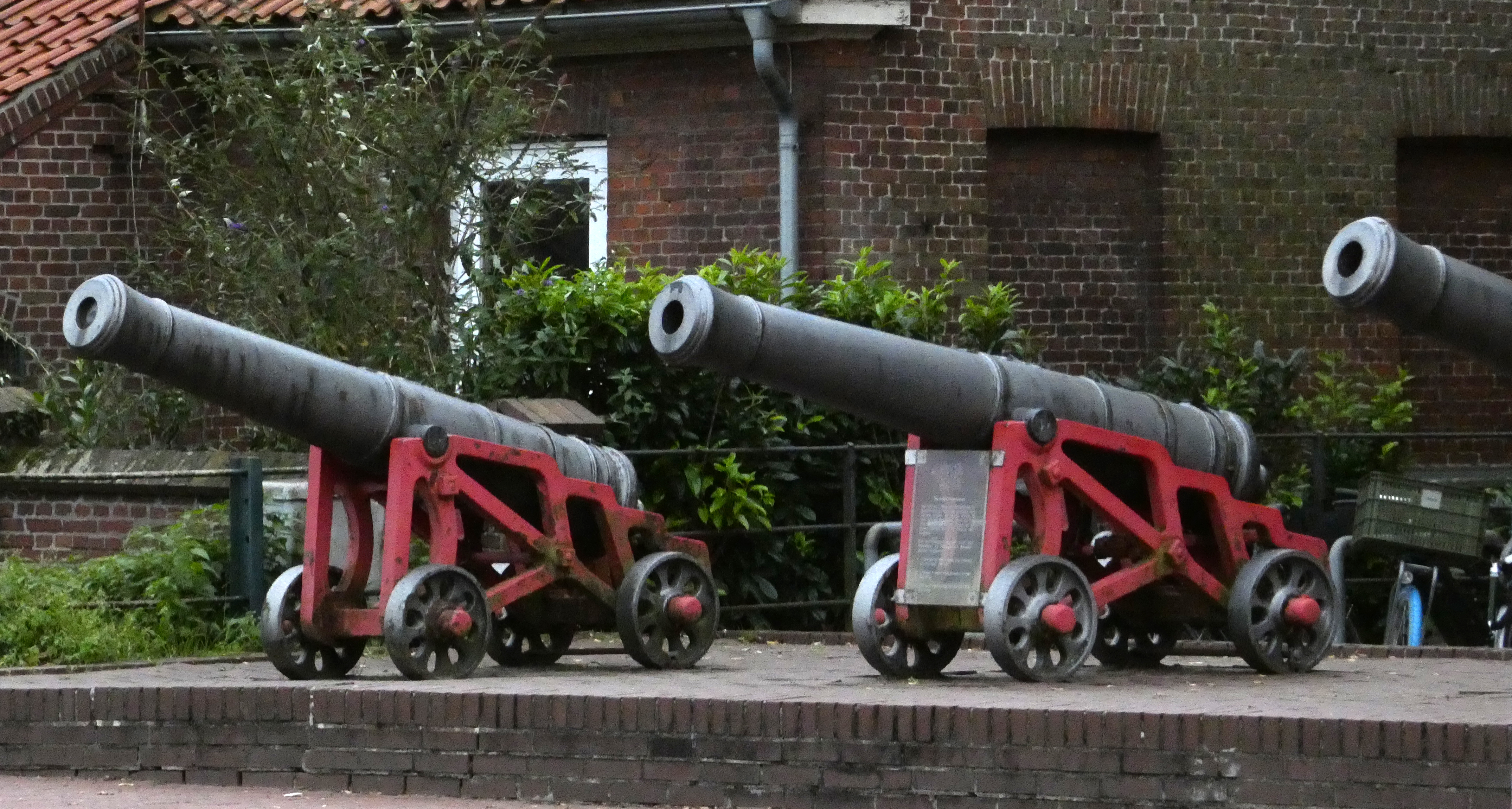
Die drei Stader Alarmkanonen stehen heute hinter dem Schwedenspeicher-Museum

Die Tradition des Alarmschießens bei Hochwasser stammt wahrscheinlich aus der Schwedenzeit, im Jahr 1747 wird es zum ersten Mal erwähnt. Die drei heute noch existierenden Alarmkanonen sind jünger, sie stammen aus der ersten Hälfte des 18. Jahrhunderts und standen zuerst auf der Burgbastion. Durch den Ausbau des Neuen Hafens ab 1880 wurde die Burgbastion teilweise abgetragen und die Kanonen auf den westlichen Schwingedeich neben die Harschenflether Schleuse verlegt.
Die Schwinge ist, als Nebenfluss der Unterelbe, ein Tidefluss. Somit strömten bis zur Errichtung des Schwingesperrwerks im Jahr 1971 auch Hochwasser durch den etwa 4 Kilometer langen Unterlauf der Schwinge bis ins Stadtgebiet von Stade, wobei die Pegelstände jeweils etwa eine Viertelstunde später als an der Schwingemündung eintreten. Die erste Alarmkanone wurde bei einem Pegelstand von 2,00 m über NN ein Mal abgefeuert. Bei 2,50 m über NN wurden alle drei Kanonen nacheinander abgefeuert und 6 Schüsse gab es beim Erreichen von 3,00 m über NN.
Während der französischen Besetzung und des Zweiten Weltkriegs war das Alarmschießen verboten. Das letzte Mal wurden die Kanonen in der Nacht vom 16. auf den 17. Februar 1962 bei der Sturmflut von 1962 abgefeuert. Allerdings wurden sie schon nach dem zweiten Schuss überflutet, der schnell steigende Pegel erreichte in jener Nacht die Rekordmarke von 5,70 m.
Seit 1971 befinden sich die Alarmkanonen im Besitz des Stader Geschichts- und Heimatvereins. Heute stehen sie hinter dem Schwedenspeicher-Museum.

## Sonstiges
In Lüneburg wurde im Jahr 1829 eine vergleichbare Alarmkanone auf dem Lüneburger Kalkberg stationiert, um die Bürger vor entflohenen Häftlingen der Kettenstrafanstalt Lüneburg zu warnen.